# Melécio (protetor)
Melécio (em latim: Meletius) foi um oficial romano do século IV, ativo durante o reinado de Valente (r. 364–378), Graciano (r. 375–383) e Valentiniano II (r. 375–392). Em 375, na posição de protetor, escoltou novos recrutas da Capadócia para Icônio na Licaônia.